# NGC 6253
NGC 6253 ist ein offener Sternhaufen (Typdefinition „I3m“) im Sternbild Altar und etwa 4900 Lichtjahre von der Erde entfernt. Er wurde am 14. Mai 1826 von James Dunlop mit einem 9-Zoll-Spiegelteleskop entdeckt, der dabei „a very faint nebula, of an irregular round figure, about 2′ diameter, slightly bright towards the centre, easily resolvable into very minute stars, slightly compressed to the centre; this also precedes Epsilon Arae“ notierte. John Herschel beschrieb ihn bei einer Beobachtung mit einem 18-Zoll-Spiegelteleskop mit „a small triangular cluster, 2′ diameter, stars of 13th magnitude“.